# چاندر (سیریک)
چاندر (ترکی استانبولی: Çandır) یک محله در ترکیه است که در ناحیهٔ سریک، آنتالیا واقع شده است. جمعیت این محله تا سال ۲۰۲۲ برابر با ۱۸۶۶ نفر بوده است.